# 2427 Kobzar
2427 Kobzar је астероид главног астероидног појаса са средњом удаљеношћу од Сунца која износи 2,740 астрономских јединица (АЈ).
Апсолутна магнитуда астероида је 12,8.